# Zoila Barros Fernández
Zoila Barros Fernandez (ur. 6 sierpnia 1976 roku w Hawanie) – kubańska siatkarka, reprezentantka kraju, występująca na pozycji środkowej bloku. Wraz z reprezentacją Kuby zdobyła dwa  medale olimpijskie w: 2000 – złoty oraz 2004 – brązowy.

## Osiągnięcia
- 1996 - Srebrny medal Grand Prix
- 1998 - Brązowy medal Grand Prix
- 2000 - Złoty medal Grand Prix
- 2000 - Złoty medal Igrzysk Olimpijskich
- 2001 - Złoty medal turnieju Volley Masters Montreux
- 2004 - Brązowy medal Igrzysk Olimpijskich
- 2004 - Srebrny medal Grand Prix
- 2005 - 4.miejsce podczas Grand Prix
- 2007 - Srebrny medal turnieju Volley Masters Montreux
- 2007 - Złoty medal Igrzysk Panamerykańskich
- 2007 - Złoty medal mistrzostw NORCECA
- 2008 - Srebrny medal Grand Prix

## Nagrody indywidualne
- 2001 - Najlepiej serwująca zawodniczka podczas Grand Prix
- 2003 - Najlepiej serwująca zawodniczka podczas Pucharu Świata
- 2004 - Najlepiej serwująca zawodniczka podczas Igrzysk Olimpijskich